# Jan Marweg
Jan Marweg (ur. 9 maja 1885 w Ostrzeszowie, zm. 31 grudnia 1936 w Poznaniu) – polski dziennikarz, redaktor, publicysta, działacz społeczny i narodowy, członek Rady Naczelnej i Zarządu Głównego ZLN, poseł na Sejm I kadencji w II RP z ramienia Związku Ludowo-Narodowego.

## Życiorys
Uczył się w gimnazjum w Kępnie. Studiował w Wyższej Szkole Technicznej w Mittweidzie w Saksonii, gdzie zetknął się z ruchem wszechpolskim wśród młodzieży akademickiej, zogniskowanej wówczas w Lipsku, jak również z pracą wśród emigracji robotniczej. Porzucił jednak te studia by się w pełni poświęcić zawodowi dziennikarskiemu. Udał się do Krakowa a potem do Lwowa by uzupełnić swoje wykształcenie. W tym czasie często przekradał się przez granicę do byłej Kongresówki z pismami narodowymi i brał czynny udział w walkach tamtejszego społeczeństwa o szkołę i gminę polską. Aresztowano go w Łomży.
Pracę dziennikarską rozpoczął w 1903 w tygodniku „Gwiazda” na Górnym Śląsku. Pracę redakcyjną zaczął w 1904r. w „Słowie Polskim”, do którego po krótkiej przerwie powrócił w 1907, oraz współpracował w jako korespondent również w szeregu innych pism narodowych. Po odsłużeniu wojskowości w szeregach pruskich, przeszedł do redakcji „Kuriera Poznańskiego”.
Gdy wybuchła wojna został wysłany na front wschodni, lecz wkrótce już za sprzyjanie ludności polskiej przeniesiono go na front zachodni pod Verdun. Po przegranej Niemiec w oswobodzonej już Wielkopolsce stanął znowu z zapałem do pracy organizacyjnej. W roku 1919 objął kierownictwo sekretariatu dzielnicowego Związku Ludowo-Narodowego na Wielkopolskę i Pomorze, a występując na niezliczonych zebraniach, wiecach czy zjazdach i organizując szeregi społeczeństwa narodowego, oddał sprawie poważne zasługi. W roku 1922 został wybrany posłem z okręgu toruńskiego na pomorzu i reprezentował go w Sejmie do 1927 roku.
Około roku 1927 tworzył biblioteki na kresach i ponad sto takich wyposażonych szaf bibliotecznych z ogółem 10 tysiącami książek, zebranych z darów społeczeństwa przekazał kresom wschodnim.
W ostatnich kilkunastu miesiącach życia, gdy śmiertelna choroba nurtowała jego organizm, zajął się jeszcze zakrojoną na wielką skalę organizowania w Związku Polskim akcji osiedlania po miastach innych województw nadmiaru kupców i rzemieślników wielkopolskich.